# Domänreservat
Domänreservat är en typ av skogsreservat i Sverige, som avsattes av dåvarande Domänverket. Efter bolagiseringen av Domänverket 1992 överfördes administrationen av de fjällnära domänreservaten till Statens fastighetsverk.
Idag har flera domänreservat blivit naturreservat, vilka sköts av länsstyrelsen i respektive län.

## Domänreservat i urval
- Björnöns domänreservat
- Grinnsjö domänreservat
- Lerdala hassellunds domänreservat
- Skallstadens domänreservat
- Syltängarnas domänreservat
- Valfrid Paulsson-reservatet